# قطعنامه ۱۴۶۱ شورای امنیت
قطعنامه ۱۴۶۱ شورای امنیت سازمان ملل متحد که در تاریخ ۳۰ ژانویه ۲۰۰۳ تصویب شد، سندی بین‌المللی دربارهٔ بررسی وضعیت خاورمیانه است. این قطعنامه طی نشست ۴۶۹۶ام با ۱۵ رای موافق، ۰ مخالف و ۰ ممتنع تصویب شد.